# Hexápolis dórica

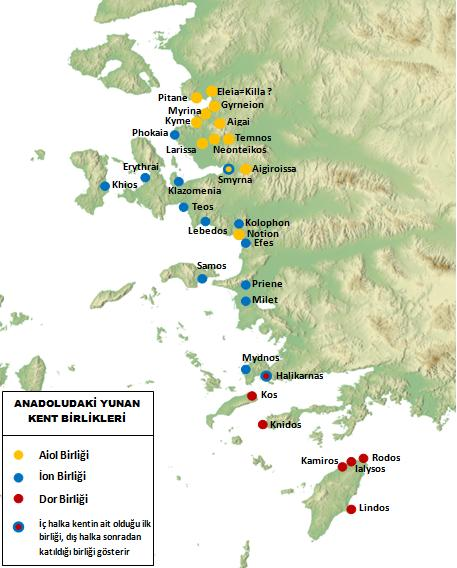
Ciudades griegas de Anatolia. Las ciudades de la hexápolis dórica figuran con un punto rojo (amarillo para las de Eólida y azul para las de Jonia). El punto de Halicarnaso es azul y rojo porque en un momento dado pasó a formar parte de los jonios.

La Hexápolis dórica fue una liga de ciudades de la costa de Caria e islas próximas formada por seis ciudades: Cnido y Halicarnaso en Caria, la isla de Cos y las tres ciudades de Rodas (Lindos, Ialisos o Ialysos y Cámiros). 
Tenía una constitución aristocrática que pasó por periodos democráticos u oligárquicos, según las hegemonías de Atenas o Esparta, y prosperó gracias al comercio con Creta, Siria y Egipto.
El centro de la liga estaba cerca de Cnido en el promontorio Triopio, donde se hallaba el templo de Apolo Triopio. Cada año se celebraba allí un festival y unos juegos y se honraba a los dioses Poseidón, Deméter, Perséfone y Hermes. Los premios de los ganadores de los juegos se depositaban en el templo; Halicarnaso rompió esta costumbre, se llevó los premios y acabó dejando la liga, en parte porque tenía afinidades con los jonios, la lengua de los cuales adoptó. Entonces la liga pasó a ser la Pentápolis dórica. En la guerra del Peloponeso, estos dorios de Asia Menor eran aliados de los atenienses.
La Pentápolis dórica entró en decadencia después del terremoto de 226 a. C. y desapareció con el domininio romano a partir de 164 a. C.